# Chole bhature
El chole bhature es un plato típico de la cocina del norte de la India, se trata de una combinación de chole (garbanzos especiados) y pan frito que se denomina bhature (elaborado con harina de maida). Es originario de Uttar Pradesh y el plato se puede encontrar en las regiones del Punjab junto con el chole masala y se puede adquirir en los puestos de venta callejera de comida así como en los restaurantes, suele servirse como desayuno junto con un Lassi de sabores de fruta.